# 趙琬
趙琬（？—1367年），字仲德，元朝许州襄城人，赵宏伟之孙，趙璉的弟弟。
趙琬官至台州路总管。至正二十七年（1367年），方国珍之弟方國瑛用船挟持赵琬至黄岩。赵琬偷偷逃到白龙奥，居住在民家，绝食不吃饭。人们劝他进食，他闭着眼拒绝，七天后就死去。